# ハコボ・アルベンス・グスマン
ハコボ・アルベンス・グスマン（Jacobo Árbenz Guzmán、1913年9月14日 - 1971年1月27日）は、グアテマラの軍人（大佐）、政治家。国防大臣（1944年 - 1951年）及び大統領（1951年 - 1954年）を務めた。
大統領在任中の1954年、アメリカ合衆国及び中央情報局（CIA）が策したクーデター、「PBSUCCESS作戦」により失脚。カルロス・カスティージョ・アルマス大佐を首班とする軍事政権・独裁政権が成った。
クーデター発生後に亡命し、1971年メキシコにて客死。

## 概要
1944年の革命（スペイン語版）に参加し「人民の兵士」として知られていた。1950年の大統領選を得て、1951年5月15日に就任。就任演説で、彼の政府計画は3つの基本的な目標に基づいていると説明。その内容は、
・グアテマラを属国から変換すること
・半植民地経済から経済的に自立した国へ
・封建経済が主流の後進国から、市場経済を備えた近代国家に変革すること
を柱とし、民主社会主義・高福祉路線、左派ポプリスモ的な政策を次々と打ち出し、フアン・ホセ・アレバロの政策方針を全面的に引き継いでグアテマラの抜本的な改革に乗り出した。とりわけ農地改革が加速し、1954年までに138,000世帯以上の農民が恩恵を受けた。また、バレエなどの娯楽産業を育成し、ロシア人教師のレオニード・カチョロウスキーによって指揮された。
しかし、ユナイテッド・フルーツとの亀裂や、アメリカによるネガティブキャンペーン（「グアテマラが共産主義化している」「グアテマラが社会主義国家になろうとしている」）といった経済的封鎖により、アルベンス政権は危機に瀕し、これが1954年のクーデターに繋がる。1971年1月27日に死去。

## 前半生
スイス系ドイツ人薬剤師の子として、ケツァルテナンゴに生まれた。家庭は比較的裕福かつ中流階級に属したため、幼年時代は何不自由無く過ごしたという。だが父がモルヒネ中毒に陥り、家業を放棄するようになる。結局は破産し、裕福な友人の取り成しにより農村部への移住を余儀無くされた。
ハコボは元々経済学者か技術者を目指していたが、家庭の経済的事情により大学進学を断念した。軍隊に入る気は無かったものの、士官学校に入れば奨学金を得られることを聞き付けると、1932年同校に入学を果たした。2年後、父が自殺を図った。

## 軍人時代
学校では極めて優秀な成績を収めており、士官候補生に与えられる最高の位である軍曹に就いた。軍曹の位は1924年からの20年間で6名しか与えられておらず、ジョン・コンシディン少佐ら学内のアメリカ人教官からの評価も絶大であった。1935年に卒業。
卒業後は首都グアテマラシティのサンホセ基地、次いでサン・フアン・サカテペクエスにある小規模の駐屯地で下級士官を務めた。サンホセ時代は、政治犯を含む囚人に強制労働をさせる部隊を統率しなければならず、この時の経験によりトラウマを背負うこととなった。
1937年、欠員が出ていた士官学校の教職に就いた。軍事問題や歴史、物理と教鞭を執った科目は広範囲にわたり、1943年には校長に昇格。学内での地位はナンバー3であり、同年代の士官としては最高位の1つとされていた。
この間の1938年、後の妻となるエルサルバドルの地主の娘マリア・ビジャノーバと出会った。数ヶ月後に結婚。妻マリアがハコボに与えた影響は非常に大きく、マルクス主義に触れたのも彼女を通してであった。ハコボは妻が入手した『共産党宣言』に心動かされ、マルクスやレーニンらの諸著作を読み漁り始めた。その後、1940年代末までには共産主義者のグループと定期的に交流した。

## 大統領時代

### 歴史的背景

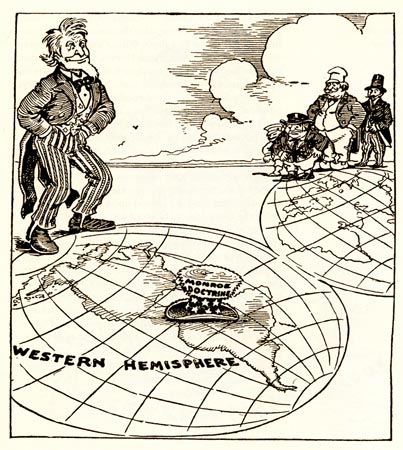
モンロー主義の風刺画（1912年）。アメリカの象徴であるアンクル・サムが、西洋列強に西半球がモンロー宣言の範囲である事を示している

アメリカ合衆国は1890年代にモンロー主義を掲げ、ラテンアメリカ諸国からヨーロッパの植民地勢力を放逐し、資源や労働力に対する自国の覇権を確立することとなる。
その中で、19世紀から20世紀にかけてグアテマラを支配した独裁者は、押し並べてアメリカ合衆国の経済的、政治的利益に適応する形で統治を行った。そのため、ハイチやニカラグア、キューバといった他のラテンアメリカ諸国とは異なり、アメリカ合衆国は軍事力を行使してまで、グアテマラでの支配権を維持することは皆無であった。
グアテマラでは軍部や警察が米軍や国務省と密に連携を取りつつ、アメリカ合衆国の既得権益を擁護。歴代政権はアメリカ合衆国の企業への免税を図ったり、公共施設の民営化や売却を行ったりした他、公共地を相当数手放している。
こうした中ホルヘ・ウビコ将軍が1930年、アメリカ合衆国の支持を背景に独裁者として権力を掌握すると、中米史上最も残忍な軍事独裁政権の1つとして数えられるに至った。ウビコは広範囲にわたるスパイ・密告網を築き上げ、反政府勢力を拷問に掛けたり、死に至らしめることさえあったという。
富裕層（1930年代当時、毎年推計21万5000ドルもの収入を得ていた）ゆえ熱烈な反共主義者でもあったため、小作人ではなく地主や都市部のエリート層に迎合。債務奴隷や強制労働制度の実施や、地主に労働者への処刑を認める法律を可決させたのは、この時代の事であった。
また、自らをファシストと公言。ムッソリーニやフランコ、ヒトラーを崇拝する程で、「私はヒトラーみたいだ。最初に処刑してから、然る後に尋問を行う」とまで言わしめている。
先住民族にも極めて冷淡で、「動物みたいな連中」と呼んで憚らなかった。「文明化」するためには兵役を義務付け、それでもなお「家畜のロバ」と比べていた。その一方でユナイテッド・フルーツ社（UFCO）には数100万ヘクタールの土地を明け渡し、免税特権を付与するなど優遇措置を講じた他、国内に米軍基地を設置。
軍国主義は郵便局、学校そして交響楽団、果ては多くの閣僚ポストに軍人を据えるなど、政治・社会組織にまで及ぶ。国内各地を「視察」する事がしばしばあったが、その際にも閣僚はもとより、軍の護衛や移動式ラジオ局、伝記作家を引き連れていた。
だが、弾圧政策並びに尊大な態度は中流階級の知識人や専門職、若手軍人から少なからぬ反発を呼び、これが大規模な暴動へと発展。ゼネラル・ストライキと全国的な抗議活動の最中にあった1944年7月1日、遂に辞職を余儀無くされる。
当初は元警察長官のロデリコ・アンスエト (es:Roderico Anzueto Valencia) を後継とする予定であったが、政策顧問はアンスエトがナチス寄りであるため国民からの人気が無い上、軍の統率は不可能であろうと発言。そのため、ウビコはブエナベンチュラ・ピネダ大佐、エドゥアルド・ビジャグラン・アリサ大佐そしてフェデリコ・ポンセ・バイデス将軍による三頭政治へと舵を切った。
3名の将軍は、国民議会を開いて暫定大統領の選出を約束。しかし、7月3日に議会を召集すると、兵士が議員全員に銃口を向け、国民的人気の高いラモン・カルデロンではなく、ポンセ将軍への投票を強制した。ポンセはアルコール中毒のため既に軍役からは退いていたが、ウビコからの命を受け、同政権の閣僚の多くを留任。なお、ウビコ政権下で行われていた弾圧政策はその後も続く。
反政府勢力が再び結集し、今度はポンセ政権を憲法違反と見た、傑出した政治的指導者や軍関係者が多数参加。こうした軍人の中にいたのがハコボ・アルベンスであり、フランシスコ・ハビエル・アラナ将軍であった。アルベンスは当時、ウビコにより教職を罷免されて以後エルサルバドルに居住しており、亡命者から成る革命グループを結成していた。
1944年10月19日、遂にアルベンス及びアラナ率いる小規模の兵士・学生グループが国民宮殿を襲撃。所謂「10月革命」である。ポンセが敗北し亡命を余儀無くされると、アルベンスやアラナ、そして弁護士のホルヘ・トリエリョが政権を樹立。民主的選挙を年末までに実施する運びとなった。
選挙の結果、哲学教授のフアン・ホセ・アレバロが得票率85％という、国民からの圧倒的な支持を得て当選を果たす。その後、「革命行動党」（Partido Acción Revolucionaria、PAR）として知られる革新諸政党の連立政権を築くこととなる。
政権発足後は最低賃金法や教育予算の拡充、労働改革など一連の社会改革に乗り出すも、こうした改革の多く中上流階層に恩恵を齎したのみで、人口の大多数を占めていた小作人や農業労働者はほぼ蚊帳の外であった。また、諸改革は比較的穏健であったにもかかわらず、容共的としてアメリカ政府やカトリック教会、大地主やUFCOなどの経営者から目の敵とされてしまう。
アレバロ政権下においては、25回ものクーデター未遂事件が発生しており、その殆どが裕福な保守派の軍人による物であった。この他、1944年の革命中、アラナは幕僚長就任を求めていたが、アレバロ自身はアラナを信用していなかったため、アルベンスを国防大臣に据えアラナの監視を行うこととなる。1949年7月18日、グアテマラシティでの銃撃戦においてアラナが謎の死を遂げると、暴動が発生。アルベンス率いる政府軍が鎮圧に当たった。

### 選挙と就任
アラナは生前、近々行われる1950年の大統領選挙に出馬する予定であったが、彼の死により、選挙ではアルベンス以外に主立った対立候補が姿を消す。アルベンスはCIAや米軍情報機関の干渉を跳ね除け、2位のミゲル・イディゴラス・フエンテス候補と、3度以上にもわたる決選投票に縺れ込んだ末に当選を果たす。
アルベンスの当選は、アラナが「アレバロ政権における唯一の保守派」であり、その死により「左派が実質的に増長し」、「然る後に政権が左派に乗っ取られる」であろうとしたアメリカ国務省関係者に、懸念を抱かしめる事となる。
就任式の席上、アルベンスは「際立って封建的な経済体制から、現代資本主義国家へと」脱皮を図ると約束。また、海外市場に対する依存を絶ち、国政にも幅を利かせてきた外資系企業の影響力を削ぐと明言している。この他、外国資本からの支援を一切受けずに、国内の社会資本を整備してゆくことも明らかにした。

### 農地改革
1950年までに電気設備や唯一の鉄道、主要輸出産業であるバナナ産業を支配していたのは、一握りのアメリカ合衆国の企業であった。また、1940年代半ばまでには国内のバナナ農園が、ラテンアメリカでのUFCOによる生産の4分の1以上を占めるに至る。
こうした中、農地改革はアルベンスが行った選挙キャンペーンの目玉であった 。アレバロ前政権の改革を引き継ぐ形で、ほんの2％の人口が国土の70％を所有する現状を打破すべく、1952年6月に公約通り関連法（「布告900」）を制定。同法は672エーカー以上の未開墾の土地を収用する農業委員会を設置する権限を、政府に与える物であった。
土地は各家庭に割り当てられ、収用された土地の元所有者には、1952年5月現在の土地評価額に基づき補償金が支給。また、土地と引き換えに3％の利子付きの25年債券が支払われる事となった。計画は事実上18ヶ月にわたり行われ、この間延べ150万エーカーもの土地が約10万家庭に分配。なお、アルベンス自身も地主であったが、これにより1700エーカーの土地を手放している。

## クーデター

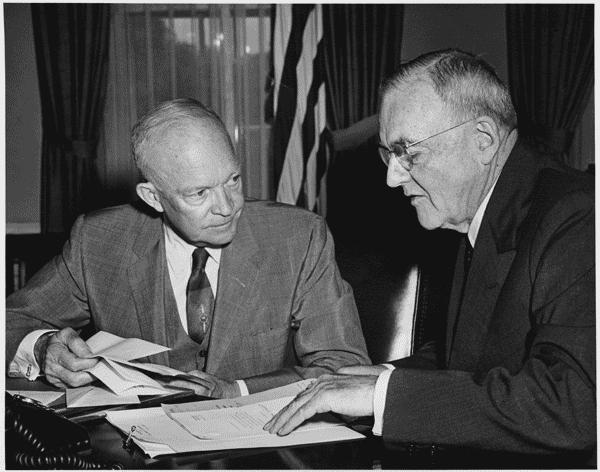
PBSUCCESS作戦の実行を命じたドワイト・D・アイゼンハワー米大統領とジョン・フォスター・ダレス国務長官

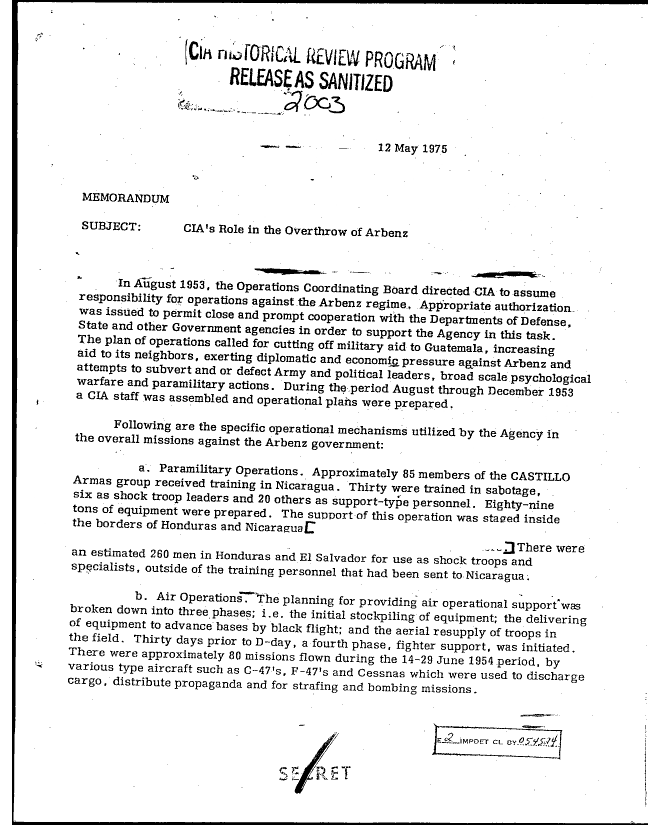
PBSUCCESS作戦を記したCIAの覚書（1975年5月）

一連の農地改革で対象となったのは、UFCOも例外では無かった。同社は遊休地や未開墾地の85％を占有する、国内最大の土地所有者でもあったためである。納税の際、UFCOは土地評価額を低く見積もるなどしていたが、ここにおいて土地評価額を巡り、アルベンス政権側と激しく対立。
また、グアテマラ労働党が1952年に合法化されると、共産系の政治家が農民組織や労働組合に対して一定の影響力を及ぼすものの、一度も与党入りが成らなかった。同党は選挙で上院58名の内、4名しか当選者を出していないためである。
いずれにせよ、PBFORTUNE作戦を企てたCIAは、アルベンス・グスマン政権下のグアテマラがソ連の傀儡国家になり得るとの懸念を示してゆく。UFCOはアレバロ政権期（1945年 - 1951年）以降、改良主義政権の追放を画策すべくCIAとロビー活動を行ってきたが、CIAがホワイトハウスから了承を得たのは、アイゼンハワー大統領政権期（1953年 - 1961年）になってからであった。
当時のアイゼンハワー政権は、イランのモサッデク政権を崩壊へと導いた1953年イランクーデターに成功。1954年2月19日には、CIAがニカラグアにソ連の物と偽った武器庫を建設するWASHTUB作戦を開始し、同国とグアテマラ政府との結び付きを白日の下に晒す事となる。
その後、CIAはアイゼンハワー政権を通じて、アルベンス政権の崩壊を企図したクーデター（PBSUCCESS作戦）を実行。ハコボ・アルベンス・グスマンは6月27日に辞職すると、クーデター後に成立したカルロス・カスティーリョ・アルマス政権（1954年 - 1957年）の許可を得て、メキシコへ亡命を図る。
CIA工作員のフランク・ウィズナーはクーデター以後、ソ連がグアテマラを支配していた事を示す文書を突き止めるべく、PBヒストリー作戦に着手。ウィズナーはグアテマラ軍や、アメリカ合衆国がグアテマラ大統領に任命したカルロス・カスティーリョ・アルマス軍事独裁政権の支援を基に、当該文書を収集する事となる。しかし、文書の鑑定に当たった外部調査員のロナルド・M・シュナイダーは、グアテマラがソ連の支配下に置かれた事を示す文書を何一つ見付ける事が出来なかった。

## 後半生
アルベンスは当初メキシコに滞在し、その後は家族と共にスイスへ居を移す。スイス政府はグアテマラの市民権を放棄しなければ、滞在を認めないとしたため、パリ、次いでプラハへと逃避行を余儀無くされる。しかし、チェコスロバキアの当局者が滞在に難色を示すと、早くも3ヶ月後にモスクワへ向かう。
キューバ革命後の1960年、フィデル・カストロがアルベンスにキューバに来るよう求めると、これを快諾。しかし、1965年には長女でファッションモデルのアラベラが銃で自殺を図る。アルベンスはその死に打ち拉がれるも、娘の埋葬のためにメキシコへ戻る事を許され、同地での滞在も最終的には可能となった。
1971年2月27日、溺水又は火傷のため浴室で死亡。

## 謝罪
2011年5月、グアテマラ政府はアルベンスの名誉回復と公式謝罪を行う旨の同意書を遺族と締結。公式謝罪は同年10月20日、アルバロ・コロン大統領が国民宮殿で行った。なお、遺族はクーデターを企てたアメリカ政府に謝罪を求めているが、同国政府は未だ謝罪を行っていない。